# Hit-Boy
Hit-Boy, pseudonimo di Chauncey Alexander Holls Jr. (Fontana, 21 maggio 1987), è un produttore discografico, rapper e cantautore statunitense.
Diventato molto richiesto come produttore già dagli anni 2000, ha prodotto brani e album per rapper celebri come Kanye West, Jay-Z e Nas nonché per vari cantanti molto noti tra cui Mariah Carey, Beyoncé e Mary J. Blige. Nel corso della sua carriera di produttore ha vinto 2 Grammy Award grazie alla composizione del brano di Jay-Z e Kanye West Niggas in Paris e dell'album di Nas King's Disease. Come rapper e cantautore, Hit-Boy ha pubblicato 3 album e vinto un Grammy Award per la collaborazione con Nipsey Hussle e Roddy Ricch Racks in the Middle nella categoria Best Rap Performance.

## Carriera

### Produttore
Hit-Boy inizia a lavorare come produttore musicale nel 2003, producendo nel corso degli anni per moltissimi artisti di successo come Kid Cudi, Mariah Carey, Beyoncé, Kanye West, Jay-Z, Lil Wayne, Nas, Eminem, 50 Cent, Mary J. Blige, Chris Brown, Snoop Dogg, Justin Bieber, ASAP Rocky, Drake, Kendrick Lamar, Beyoncé, Selena Gomez, Bebe Rexha e tanti altri. Nel 2010 pubblica il suo primo mixtape come rapper, A Hit-Boy Christmas, a cui segue a febbraio 2011 il suo secondo lavoro Love Notes.
Nel 2011 firma contratti discografici con la Good Music di Kanye West e con la Interscope Records e produce il brano Niggas In Paris dall'album collaborativo di Jay-Z e Kanye West Watch the Throne, che vince un Grammy Award come miglior canzone rap. Nel 2013 è produttore e uno degli interpreti del remix hip-hop della hit di Will.I.Am e Britney Spears Scream & Shout. Nel 2021 l'album di Nas King's Disease, interamente prodotto da Hit-Boy, vince un Grammy come miglior album rap.
Nel 2023 realizza un album collaborativo con il cantante Musiq Soulchild intitolato Victim & Villains.

### Rapper
Nel 2010 pubblica il suo primo mixtape come rapper, A Hit-Boy Christmas, a cui segue a febbraio 2011 il suo secondo lavoro Love Notes. Nel 2014 pubblica il suo primo album come rapper We the Plug via Hits Since 97 e Interscope Records. L'album manca l'ingresso nella Billboard 200, riuscendo tuttavia ad ottenere piazzamenti in altre classifiche di Billboard relative prettamente alla musica R&B e Rap. Segue nel 2017 l'album collaborativo con Don Kennedy Courtesy of Half-A-Mil, pubblicato via etichette minori, mentre nel 2019 pubblica l'album Family Not a Group via Def Jam. Ha inoltre continuato a pubblicare mixtape nel corso degli anni, in alcuni casi supportato anche da etichette discografiche come appunto Interscope e Good Music. Nel corso della sua carriera ha inciso inoltre svariate collaborazioni vocali con altri artisti, tra cui il remix hip-hop ufficiale di Scream & Shout di Will.I.Am e Britney Spears e il singolo Rack on the Middle con Nipsey Hussle e Roddy Ricch. Con quest'ultimo brano vince un Grammy Award nella categoria Best Rap Performance.

## Discografia

### Album
- 2014 – We The Plug
- 2017 – Courtesy of Half-A-Mil
- 2019 – Family Not a Group
- 2023 – Victim & Villains (con Musiq Soulchild)

### Mixtape
- 2010 – A Hit-Boy Christmas
- 2011 – Love Notes
- 2012 – HITstory
- 2013 – All I've Ever Dreamed Of
- 2015 – Zoomin
- 2016 – Half-A-Mil
- 2018 – Tony Fontana

### Collaborazioni
| Titolo                         | Anno | Altri artisti                                                  |
| ------------------------------ | ---- | -------------------------------------------------------------- |
| Entourage                      | 2012 | Cyhi the Prynce                                                |
| All Good                       | 2012 | D-Why                                                          |
| The Long Way                   | 2012 | Audio Push                                                     |
| Them Niggas                    | 2012 | Audio Push                                                     |
| The Right One                  | 2012 | Wale                                                           |
| Do Me Now                      | 2013 | K. Roosevelt                                                   |
| Scream & Shout (Hit-Boy Remix) | 2013 | will.i.am, Britney Spears, Waka Flocka Flame, Lil Wayne, Diddy |
| Joy                            | 2013 | Ryan McDermott                                                 |
| Feel It                        | 2013 | Deezo, Problem                                                 |
| Funeral Season                 | 2013 | Statik Selektah, Styles P, Bun B                               |
| What Ya Used To                | 2013 | Rockie Fresh                                                   |
| Circle                         | 2013 | Casey Veggies, Rockie Fresh                                    |
| Money ($ * / ...)              | 2014 | Mariah Carey, Fabolous                                         |
| Boomerang                      | 2015 | Sevyn Streeter                                                 |
| I Mean It                      | 2015 | PJ                                                             |
| Composure                      | 2021 | Nas                                                            |
| What a Life                    | 2021 | Big Sean                                                       |